# Bosque de los arboles de navidad
 (décembre 2016).
Bosque de los árboles de navidad (signifiant Forêt d'arbres de Noël en espagnol) est un parc touristique, incluant une serre, situé dans l'Amecameca, dans l'État de Mexico, au Mexique. 

## Géographie
Le parc est situé à Amecameca de Juárez, dans la commune d'Amecameca, et est situé au kilomètre 53,5 de la route fédérale México-Cuautla. 

## Présentation
Le parc est d'environ 4 000 km2. Il a été fondé en 1960. Chaque année s'effectue une plantation de près de 350 000 nouveaux arbres. Les arbres qui sont coupés pendant la période de Noël possèdent 10 ans d'age. Le parc est entouré par quatre volcans : le Tonal, Seatl, le Popocatepetl et la Iztaccíhuatl. 
Le parc est géré par la Commission nationale forestière du Mexique. Les arbres plantés sont des Douglas (Pseudotsuga menziesii) et des pins hybrides à grandes aiguilles créés localement, le pin Viking (Pino Vikingo, variété du Pinus ayacahuite). 
L'entrée au parc est gratuite, chaque année, entre mi-novembre et le 20 décembre. Le prix est fixe quelle que soit la taille de l'arbre afin d'éviter de couper les plus petits. En 2024, le prix d'un arbre était entre 1 700 et 1 800 pesos. Le parc est respectueux de l'environnement à travers des activités telles que le reboisement et le traitement des eaux résiduaires.